# هيلين كونكلينج
هيلين كونكلينج (بالإنجليزية: Helen Conkling)‏ هي كاتِبة وشاعرة أمريكية، ولدت في 1933.